# Premio Nacional de Ciencias Naturales de Chile
El Premio Nacional de Ciencias Naturales de Chile fue creado el año 1992 como uno de los reemplazos del antiguo Premio Nacional de Ciencias bajo la Ley N.º 19.169. Los otros dos premios en este mismo ámbito son Ciencias Exactas y Ciencias Aplicadas y Tecnológicas.
Forma parte de los Premios Nacionales de Chile.

## Lista de galardonados con el Premio Nacional de Ciencias Naturales
| Año  | Galardonado                       | Especialidad         |
| ---- | --------------------------------- | -------------------- |
| 1992 | Jorge Allende                     | Bioquímica           |
| 1994 | Humberto Maturana                 | Neurobiólogo         |
| 1996 | Nibaldo Bahamonde Navarro         | Hidrobiología        |
| 1998 | Juan Antonio Garbarino Bacigalupo | Química              |
| 2000 | Mario Luxoro Mariani              | Biofísica            |
| 2002 | Ramón Latorre de la Cruz          | Biofísica            |
| 2004 | Pedro Labarca Prado               | Biofísica            |
| 2006 | Cecilia Hidalgo Tapia             | Bioquímica           |
| 2008 | Nibaldo Inestrosa Cantin          | Neurobiología        |
| 2010 | Mary Therese Kalin-Arroyo         | Botánica             |
| 2012 | Bernabé Santelices                | Ficología            |
| 2014 | Ligia Gargallo                    | Química              |
| 2016 | Francisco Rothhammer Engel        | Genética             |
| 2018 | Fabián Jaksic                     | Ecología             |
| 2020 | Francisco Bozinovic               | Biología integrativa |
| 2022 | Sergio Lavandero                  | Bioquímica           |
| 2024 | José Zagal                        | Electroquímica       |